# Nematoproctus jucundus
Nematoproctus jucundus är en tvåvingeart som beskrevs av Van Duzee 1927. Nematoproctus jucundus ingår i släktet Nematoproctus och familjen styltflugor.
Artens utbredningsområde är North Carolina. Inga underarter finns listade i Catalogue of Life.